# Hoofdklasse (vrouwenhandbal) 1969/70
De Hoofdklasse is de hoogste afdeling van het Nederlandse handbal bij de vrouwen op landelijk niveau. In het seizoen 1969/1970 werd Swift Roermond landskampioen. Hygiea degradeerden naar de Eerste klasse.

## Teams
| Club           | Plaats     | Provincie     |
| -------------- | ---------- | ------------- |
| Hellas         | Den Haag   | Zuid-Holland  |
| Hygiea         | Den Haag   | Zuid-Holland  |
| Niloc          | Amsterdam  | Noord-Holland |
| Quintus        | Kwintsheul | Zuid-Holland  |
| Swift Roermond | Roermond   | Limburg       |
| Verburch       | Poeldijk   | Zuid-Holland  |
| Walcheren      | Walcheren  | Zeeland       |
| Zeeburg        | Diemen     | Noord-Holland |

## Stand
| Pos | Club           | Wed | Ptn | Opmerking                            |
| --- | -------------- | --- | --- | ------------------------------------ |
| 1   | Niloc          | 14  | 24  | Beslissingswedstrijd voor landstitel |
| 2   | Swift Roermond | 14  | 24  | Beslissingswedstrijd voor landstitel |
| 3   | Walcheren      | 14  | 19  |                                      |
| 4   | Hellas         | 14  | 16  |                                      |
| 5   | Zeeburg        | 14  | 11  |                                      |
| 6   | Verburch       | 14  | 7   |                                      |
| 7   | Quintus        | 14  | 6   |                                      |
| 8   | Hygiea         | 14  | 3   | Gedegradeerd                         |

## Beslissingswedstrijd
- Door hetzelfde aantal punten tussen de teams van Niloc en Swift Roermond spelen beide teams een beslissingswedstrijd voor het landskampioenschap.

|  | Niloc | ? - ? | Swift Roermond |  |
|  |       |       |                |  |
|  |       |       |                |  |

Swift Roermond wint de wedstrijd en is landskampioen van Nederland.
Nederlands kampioenschap zaalhandbal:
1954 · 1955 · 1956 · 1957  · 1958 · 1959 · 1960 · 1961 · 1962
Hoofdklasse:
1962/63 · 1963/64 · 1964/65 · 1965/66 · 1966/67 · 1967/68 · 1968/69 · 1969/70 · 1970/71 · 1971/72 · 1972/73 · 1973/74 · 1974/75 · 1975/76 · 1976/77
Eredivisie:
1977/78 · 1978/79 · 1979/80 · 1980/81 · 1981/82 · 1982/83 · 1983/84 · 1984/85 · 1985/86 · 1986/87 · 1987/88 · 1988/89 · 1989/90 · 1990/91 · 1991/92 · 1992/93 · 1993/94 · 1994/95 · 1995/96 · 1996/97 · 1997/98 · 1998/99 · 1999/00 · 2000/01 · 2001/02 · 2002/03 · 2003/04 · 2004/05 · 2005/06 · 2006/07 · 2007/08 · 2008/09 · 2009/10 · 2010/11 · 2011/12 · 2012/13 · 2013/14 · 2014/15 · 2015/16 · 2016/17 · 2017/18 · 2018/19 · 2019/20 · 2020/21 · 2021/22 · 2022/23 · 2023/24
Super Handball League Women
2024/25